# Notiphila flava
Notiphila flava är en tvåvingeart som beskrevs av Dahl 1973. Notiphila flava ingår i släktet Notiphila och familjen vattenflugor.
Artens utbredningsområde är Afghanistan. Inga underarter finns listade i Catalogue of Life.